# Schutterskamer
De Schutterskamer is een museum aan de Marktstraat van Sneek. Het museum bevindt zich in het Stadhuis van Sneek.
De kamer is gelegen achter de Grote Raadszaal van het stadhuis en toont attributen van de Sneker schutterij. De schutterij verdedigde de stad Sneek tot 1907. In het museum zijn onder meer speren, vaandels en geweren te zien. Ook ligt hier de stormhelm van Grote Pier en de ratel van de stadsomroeper van Sneek. Verder herbergt het museum herinneringen aan partnerstad Kurobe, voorwerpen met betrekking tot de bevrijding van Sneek door de Canadezen in 1945, bodemvondsten, (stads)ontwerpen, plattegronden van de Friese elf steden en herinneringstegels.